# Kup na Makedonija 2019-2020
La Coppa di Macedonia del Nord 2019-2020 (in macedone Куп на Македонија, Kup na Makedonija) è stata la ventottesima edizione del torneo, iniziata il 19 agosto 2019 e conclusa anticipatamente, senza alcun vincitore, a causa della pandemia di COVID-19 il 4 giugno 2020. L'Brera Strumica era la squadra campione in carica.

## Primo turno
| Squadra 1         | Risultato       | Squadra 2        |
| ----------------- | --------------- | ---------------- |
| 19 agosto 2019    |                 |                  |
| Novo Crnilishte   | 0 - 22          | Bregalnica Štip  |
| 20 agosto 2019    |                 |                  |
| Kit Go Pehcevo    | 1 - 1 (4-5 dtr) | Pelister         |
| Ljuboten Tetovo   | 1 - 5           | Tikveš Kavadarci |
| 21 agosto 2019    |                 |                  |
| Fortuna Skopje    | 0 - 4           | Sileks Kratovo   |
| Gostivar          | 1 - 4           | Škendija         |
| Kožuf             | 3 - 3 (5-6 dtr) | Renova           |
| Kravari           | 1 - 4           | Labunishta       |
| Lokomotiva Skopje | 1 - 5           | Struga           |
| Ohrid             | 1 - 1 (5-4 dtr) | Belasica         |
| Osogovo Kočani    | 1 - 0           | Pobeda           |
| FK Prevalec       | 0 - 4           | Borec            |
| Teteks            | 1 - 5           | Shkupi           |
| FK Vëllazërimi 77 | 0 - 4           | Rabotnički       |
| 28 agosto 2019    |                 |                  |
| Sasa              | 0 - 5           | Vardar           |

## Ottavi di finale
| Squadra 1                           | Totale      | Squadra 2       | Andata | Ritorno |
| ----------------------------------- | ----------- | --------------- | ------ | ------- |
| 25 settembre 2019 / 30 ottobre 2019 |             |                 |        |         |
| Brera Strumica                      | 7 – 1       | Osogovo Kočani  | 3 – 0  | 4 – 1   |
| Borec                               | 0 – 1       | Struga          | 0 – 0  | 0 – 1   |
| Bregalnica Štip                     | 1 – 0       | Makedonija G.P. | 1 – 0  | 0 – 0   |
| Labunishta                          | 5 – 2       | Ohrid           | 2 – 0  | 3 – 2   |
| Pelister                            | 1 – 5       | Rabotnički      | 1 – 1  | 0 – 4   |
| Shkupi                              | 1 – 1 (gfc) | Sileks Kratovo  | 0 – 0  | 1 – 1   |
| Vardar                              | 2 – 3       | Škendija        | 2 – 2  | 0 – 1   |
| 25 settembre 2019 / 31 ottobre 2019 |             |                 |        |         |
| Tikveš Kavadarci                    | 1 – 3       | Renova          | 0 – 2  | 1 – 1   |

## Quarti di finale
| Squadra 1                      | Totale      | Squadra 2      | Andata | Ritorno |
| ------------------------------ | ----------- | -------------- | ------ | ------- |
| 4 dicembre 2019 / 4 marzo 2020 |             |                |        |         |
| Škendija                       | 3 – 3 (gfc) | Rabotnički     | 1 – 1  | 2 – 2   |
| Shkupi                         | 1 – 2       | Brera Strumica | 0 – 1  | 1 – 1   |
| Struga                         | 2 – 1       | Renova         | 0 – 0  | 2 – 1   |
| Bregalnica Štip                | 5 – 1       | Labunishta     | 1 – 0  | 4 – 1   |